# A Alexíada

“O tempo, no seu fluxo irresistível e incessante, arrasta consigo todas as coisas criadas e afoga-as nos abismos da obscuridade, onde não existem feitos dignos de menção, nem onde há grandes e dignos de memória, fazendo surgir o que está oculto, como diz a tragédia e escondendo o que é evidente. Porém, a narração da história converte-se numa poderosa defesa contra a corrente do tempo e detém, de algum modo, o fluxo incontrolável deste; e tudo o que aconteceu dentro dele, que se acumulou superficialmente, recolhe-o e encerra-o e não permite que deslize para os abismos do esquecimento.”

— A Alexíada

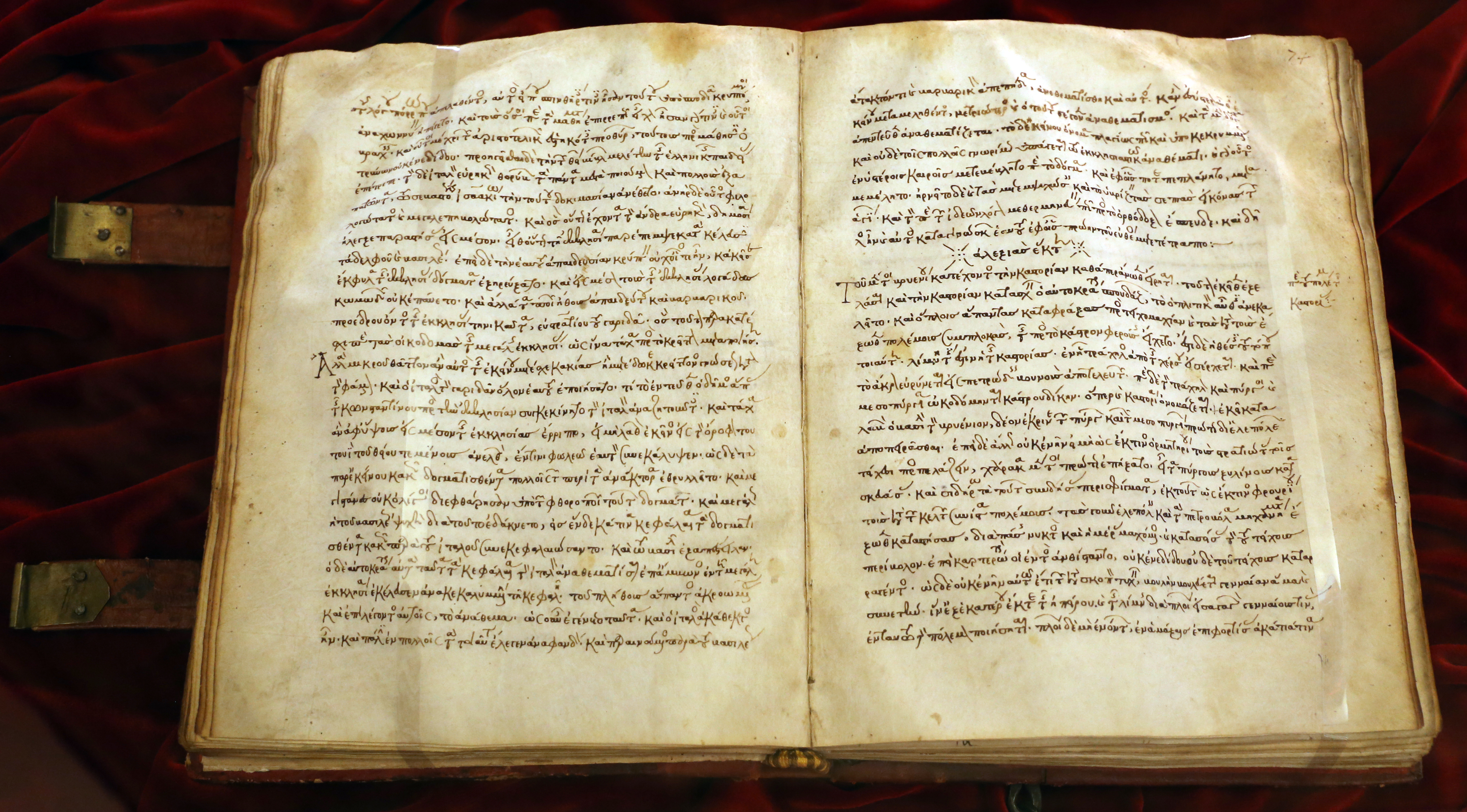
Manuscrito do século XII da Alexíada na Biblioteca Medicea Laurenziana, Florença

A Alexíada (em grego: Ἀλεξιάς) é um relato épico detalhado da história política e militar do Império Bizantino durante o reinado do  imperador Aleixo I Comneno (r. 1081–1118), nomeadamente das campanhas militares  contra os Turcos, Pechenegues, Cumanos, Normandos e Cruzados. Escrito pela filha de Aleixo, a historiadora Ana Comnena, é a conclusão do trabalho iniciado pelo seu esposo Nicéforo Briénio. A sua escrita foi concluída cerca de 1148. É uma das principais fontes primárias conhecidas sobre a História do Império Bizantino na Baixa Idade Média.
A obra documenta também as interações entre a Primeira Cruzada e o Império Bizantino, apesar de ter sido escrita cerca de 50 anos depois daquela cruzada, lançando luz sobre as perceções discordantes do Ocidente e Oriente durante o início do século XII, o que faz d´A Alexíada uma fonte valiosa para compreender a perceção bizantina das Cruzadas. Foi escrita numa forma artificial de grego ático e é um dos raros exemplos duma mulher que escreve sobre a história militar e política do seu próprio país durante a Idade Média.

## Conteúdo
Devido à relação familiar entre Ana e Aleixo I, a obra sofre de grandes problemas de parcialidade, apesar das frequentes tentativas da autora de fundamentar a sua objetividade. Não obstante, Ana consegue deixar alguns vestígios de críticas a um pai que admira profundamente, mas não consegue esconder a sua aversão aos Latinos (Normandos e "Francos"), que ela considera bárbaros, aos outros "bárbaros" em geral e aos Arménios. Também não disfarça o seu profundo ódio pelo seu irmão João II Comneno (r. 1118–1143). Contudo, tudo isso não a impede de expressar admiração pelas virtudes, capacidades e até charme dos diversos inimigos do império, inclusivamente alguns inimigos de morte como Roberto Guiscardo e o seu filho Boemundo. Do ponto de vista dum leitor moderno, a descrição dos acontecimentos militares e dos azares do império pode parecer exagerada e estereotipada, em parte devido às influências homéricas. Há também muita confusão no que se refere aos nomes e postos dos estrangeiros, particularmente aos dos Seljúcidas, e alguns erros geográficos e de datas.
A linguagem elaborada, apesar de arcaica, que Ana usa e a abundância de referências à Ilíada de Homero (a que se juntam outras de Sófocles, Eurípides e Demóstenes) mostram claramente o elevado nível de educação clássica da autora. Apesar disso, a obra contem narrações vívidas e movimentadas, e as divagações são relativamente curtas. O seu uso de termos militares e o número surpreendente de detalhes na descrição do turbulento reinado de Aleixo sugere que, apesar dos internamentos intermitentes de Ana num mosteiro, ela tinha acesso aos arquivos oficiais e pode ter entrevistado pessoalmente testemunhas oculares. Sugerem igualmente uma educação muito vasta e alargada. Outra caraterística do seu trabalho era a capacidade de elaborar uma descrição correta da personalidade do sujeito, bem como um sentido de originalidade que emana dos lamentos dramáticos acerca do seu destino trágico.

## Estrutura
A obra está dividida no prólogo e em 15 livros (os sumários apresentados são  interpretações modernas):
- Prólogo — As dificuldades em escrever história, razões para escrever a obra, luto pelo seu marido.

- Livro 1 — Aleixo torna-se general e doméstico das escolas (juventude de Aleixo — revolta de Ursélio — revolta de Nicéforo Briénio — os Normandos preparam uma invasão)

- Livro 2 — A revolta Comnena (inveja contra a família — causas da insurreição — a fuga — os rebeldes proclamam Aleixo como imperador — revolta de Melisseno — os comnenos cercam Constantinopla — o imperador Nicéforo III Botaniates abdica)

- Livro 3 — Aleixo como imperador (1081) e os problemas internos com a família Ducas (Maria de Alânia e o seu filho Constantino X Ducas— rejeição dos rumores do seu relacionamento com Aleixo — acerca de Aleixo e a sua esposa Irene — Aleixo inventa novos postos — Aleixo lamenta publicamente os crimes dos seus soldados — Ana Dalassena [mãe de Aleixo] é investida de autoridade imperial — acerca de Ana Dalassena — preparativos militares e alianças de Aleixo — os turcos expandem-se na Ásia Menor — os Normandos cruzam o mar Adriático)

- Livro 4 — Guerra contra os Normandos (1081–1082) (Roberto Guiscardo cerca Dirráquio — os aliados Venezianos derrotam os Normandos — Aleixo chega com o seu exército — os Normandos vencem a batalha de Dirráquio, Aleixo escapa por pouco)

- Livro 5 — Guerra contra os Normandos (1082–1083) e primeiro recontro com os heréticos (colapso financeiro — confiscação de propriedades da Igreja — Boemundo contra Aleixo — Aleixo vence finalmente com um estratagema — perseguição de João Ítalo)

- Livro 6 — Fim da guerra contra os Normandos (1085), morte de Roberto Guiscardo, os Turcos (Aleixo reconquista Castória — perseguição dos maniqueístas (paulicianianos) — Aleixo à frente do Corte da Igreja — conspiração e revolta — a aliança com Veneza — morte de Guiscardo — perseguição de feiticeiros e astrólogos — nascimentos dos porfirogénitos — Aleixo contra os Turcos — a ameaça cita [Pechenegues])

- Livro 7 — Guerra contra os Citas (1087–1090) (início das hostilidades — derrota esmagadora do exército imperial — os Cumanos derrotam os Citas, trégua — os Citas violam a trégua — atividades do pirata turco Tzacas na Anatólia ocidental — expedição contra os Citas)

- Livro 8 — Fim da guerra cita (1091), conspirações contra o o imperador (continuação das hostilidades — derrota esmagadora dos Citas na batalha de Levúnio — vitória final — conspirações e revoltas)

- Livro 9 — Operações contra Tzacas e Dálmatas (1092–1094), conspiração de Nicéforo Diógenes (1094) (operações contra Tzacas — operações em Creta e Chipre — eliminação de Tzacas — conspiração de Nicéforo Diógenes — capitulação dos Dálmatas — complementar a Diógenes)

- Livro 10 — Mais uma heresia, guerra contra os Cumanos, início da Primeira Cruzada (1094–1097) (Neilos e Vlahernitas[necessário esclarecer] — guerra contra os Cumanos — operações contra os Turcos — chegada dos primeiros cruzados — derrota dos Cruzados comandados por Cucupetro [Pedro, o Eremita — Hugo Capeto — vigilância marítima pelos Romanos — Godofredo de Bulhão — Conde Raul — comandantes cruzados prestam homenagem ao imperador — Boemundo)

- Livro 11 — Primeira Cruzada (1097–1104) (os Cruzados cercam Niceia — libertação de Niceia — campanhas vitoriosas dos Cruzados — cerco de Antioquia — operações vitoriosas dos Romanos na Ásia Menor — conquista de Antioquia e Jerusalém — operações na Ásia — massacre de Cruzados normandos [Lombardos pelos Turcos — Boemundo recusa-se a devolver Antioquia ao império — operações na Cilícia — a armada de Pisa invade ilhas — guerra naval com os Genoveses — operações contra Boemundo — Boemundo finge-se morto)

- Livro 12 — Conflitos domésticos, preparativos normandos para a segunda invasão (1105–1107) (Boemundo prepara o desembarque na costa da Ilíria — campanhas de Tancredo na Cilícia contra o Império — rainha Irene — Aleixo organiza a defesa no ocidente — conspiração de Amemades — Georgios Taronites revolta-se em Trapezo — Isácio Contostefano falha na defesa da costa contra a armada normanda — início da invasão normanda)

- Livro 13 — Conspiração de Aarão, segunda invasão normanda (1107–1108) (conspiração de Aarão — cerco de Dirráquio — estratagemas de Aleixo — operações terrestres — operações navais — Boemundo pede paz — negociações de paz — perfil de Boemundo — negociações entre Aleixo e Boemundo — o tratado de Devol)

- Livro 14 — Turcos, Francos, Cumanos e Maniqueístas (1108–1115) (vitórias romanas contra os Turcos — Problemas com os Francos — operações navais e terrestres — problemas de saúde do imperador — operações contra os Turcos — Ana fala dos seus métodos para escrever história — prevenção dum raide cumano — Aleixo combate o maniqueísmo através de perseguições e persuasão)

- Livro 15 — Últimas expedições, os Bogomilos, morte de Aleixo (1116–1118) (guerra contras os Turcos e as novas táticas de batalha — batalha vitoriosa — paz com os Turcos — o sultão é morto pelo seu irmão — Aleixo cria o Orfanato — supressão dos Bogomilos queimando o seu líder Basílio — última doença e morte de Aleixo)

## Manuscritos completos e sumários
- Codex Coislinianus 311, dos Fonds Coislin, Paris
- Codex Florentinus 70,2
- Codex Vaticanus Graecus 1438
- Codex Barberinianus 235 & 236
- Codex Ottobonianus Graecus 131 & 137
- Codex Apographum Gronovii
- Codex Vaticanus Graecus 981 (prólogo e sumário)
- Codex Monacensis Graecus 355 (prólogo e sumário)
- Codex Parisinus Graecus 400 (prólogo e sumário)

## Algumas traduções modernas
- Anne Comnene, Alexiade (Règne de l'Empereur Alexis I Comnène). Collection des Universités de France (Collection Budé) (em francês). 1937-45, 1967. Paris: Les Belles Lettres

- Sewter, E. (trad.) (2006). The Alexiad (em inglês). [S.l.]: Penguin. 560 páginas. ISBN 9780140449587